# Ac-Cent-Tchu-Ate The Positive
Ac-Cent-Tchu-Ate the Positive est une chanson populaire américaine. La musique fut écrite par Harold Arlen et les paroles par Johnny Mercer. La chanson sortit en 1944 et fut récompensée d'un Grammy Hall of Fame Award. La chanson se présente sous la forme d'une sorte de sermon qui dit qu'il faut être positif pour disposer de la clef du bonheur,.
Mercer enregistra la chanson avec The Pied Pipers et l'orchestre de Paul Weston le 4 octobre 1944. Cette version fut éditée par Capitol Records. La chanson entre dans le classement du Billboard magazine le 4 janvier 1945 et y reste durant treize semaines en atteignant la seconde position.
Après sa sortie, de nombreux artistes firent des reprises de la chanson :
- Bing Crosby et The Andrews Sisters le 8 décembre 1944, édité par Decca Records. La reprise rentre le 25 janvier 1945 dans le classement du Billboard magazine, y reste neuf semaines en atteignant la seconde position[3] ;
- Kay Kyser avec Dolly Mitchell et un trio de vocalistes le 21 décembre 1944, édité par Columbia ;
- Artie Shaw, édité par RCA Victor Records. La chanson entre dans le classement du Billboard magazine le 25 janvier 1945, y reste durant cinq semaines en atteignant la cinquième position[3] ;
- Johnny Green le 6 avril 1945, édité par Parlophone Records ;
- Perry Como, une première fois le 19 février 1958 et une seconde en juillet 1980 ;
- Aretha Franklin en fit une reprise sur son album The Electrifying Aretha Franklin (Columbia Records) en 1962 ;
- Sam Cooke l'utilisa sur son album Encore ;
- Spitfire Band comme thème du programme télévisé Faithville.
- Paul McCartney a repris la chanson dans son album jazz de 2012; Kisses on the Bottom.

## Culture populaire
La chanson apparaît dans le film Here Come the Waves (1944), interprété par Bing Crosby et Betty Hutton, et dirigé par Mark Sandrich.
La chanson fut jouée par le chanteur Dr. John pour le film de 1992 Les Petits Champions.
La chanson apparait dans le film policier L.A. Confidential (1999), dans le dernier épisode de la série américaine Code Quantum ainsi que dans la bande son du film de Clint Eastwood Minuit dans le jardin du bien et du mal.
La chanson est également le thème musical de la série Homefront.
En avril 2011, dans le premier épisode de la deuxième saison de la série télévisée américaine Treme, ce morceau est repris par John Boutté, Lucia Micarelli et d'autres musiciens dans un bar. Épisode qui s'intitule d'ailleurs également Accentuate the Positive.
La chanson apparaît dans la bande originale du jeu Fallout 4.
La chanson apparaît également dans la série Fargo, dans le deuxième épisode de la saison 4.